# Costa Smeralda (barco)
El Costa Smeralda es un crucero de la clase Excellence operado actualmente por Costa Cruceros con 185.010 de arqueo bruto (GT), es el barco más grande encargado y operado para Costa, y es el quinto crucero más grande del mundo, a partir de 2019. Costa Smeralda es también el segundo crucero del mundo que funciona completamente con gas natural licuado (GNL), lo que convierte a Costa en la segunda línea de cruceros en operar un barco que funciona con GNL.

## Descripción
Como buque propulsado por gas natural licuado (GNL), el Costa Smeralda funciona con motores híbridos de doble combustible y recibe toda su potencia a bordo y de navegación del GNL. El barco está equipado con cuatro modelos MaK M46DF de 16 cilindros, con cada cilindro nominal para una potencia máxima de más de 960 kilovatios (1290 hp ), con un total de 15,440 kilovatios (20,710 hp) por motor. La potencia máxima es de 37.000 kilovatios (50.000 CV). 
Costa Smeralda tiene 20 cubiertas y una longitud de 337 metros (1,105 pies 8 pulgadas), un calado de 8,8 metros (28 pies 10 pulgadas) y una manga de 42 metros (137 pies 10 pulgadas).  La capacidad de pasajeros es de 5.224 con ocupación doble y de 6.554 en capacidad máxima alojados dentro de un total de 2.612 cabinas de pasajeros. El complemento de la tripulación es de 1646. El sistema le da a la embarcación una velocidad de servicio de 21,5 nudos (39,8 km / h; 24,7 mph).

## Planificación y construcción
El 15 de junio de 2015, Carnival Corporation anunció un pedido de cuatro cruceros de 180.000 toneladas brutas propulsados por gas natural licuado (GNL) de Meyer Turku en Turku, Finlandia, y uno de los barcos finalmente se construirá para Costa.
El 13 de septiembre de 2017, Costa anunció el nombre de su primer buque propulsado por GNL como Costa Smeralda en la ceremonia de corte de acero del barco en el astillero de Meyer Turku. El 4 de julio de 2018 marcó el comienzo del montaje del casco del barco con las ceremonias de colocación de la quilla y de la moneda y saliendo flotando del astillero el 15 de marzo de 2019.
El barco comenzó una ronda de pruebas rutinarias en el mar el 7 de octubre de 2019 y realizando una ronda adicional de pruebas en el mar que comenzó el 16 de noviembre de 2019.
Después de esto Meyer Turku construyó el barco con la ayuda del astillero hermano, Neptun Werft , en el suministro de una sección que contenía la maquinaria principal y auxiliar del barco así como los sistemas relacionados.

## Entrega y bautizo
La entrega del Costa Esmeralda se vio empañada por extensas demoras en la construcción que pospuso su debut de dos meses y causaron que Costa debiera posponer su viaje inaugural.
El barco estaba originalmente programado para ser entregado en octubre de 2019 y su debut para el 20 de octubre de 2019, con un crucero inaugural de 15 días desde Hamburgo a Savona. Su ceremonia de bautizo estaba programada para el 3 de noviembre de 2019 en Savona, después de lo cual comenzaría a navegar por el Mediterráneo occidental.
El 16 de septiembre de 2019, Meyer Turku y Costa anunció que la entrega del Costa Esmeralda sería pospuesta por aproximadamente un mes, a mediados de noviembre de 2019 alegando complejidades técnicas con la construcción. Todos los cruceros y ceremonias programados antes de esta fecha se cancelaron posteriormente y el crucero inaugural del barco se pospuso hasta el 30 de noviembre de 2019 y se trasladó de Hamburgo a Savona.
El 29 de octubre de 2019, Meyer Turku anunció un segundo aplazamiento en la entrega para el Costa Smeralda y reafirmó las complejidades como la razón para llevar el cronograma del proyecto más allá del cronograma planeado. El viaje inaugural desde Savona se pospuso hasta el 21 de diciembre de 2019.
El 5 de diciembre de 2019, Meyer Turku entregó Costa Smeralda a Costa en el astillero Meyer Turku. Fue bautizado por su madrina, Penélope Cruz, el 22 de febrero de 2020 en Savona.

## Carrera Operativa
Tras su entrega, Costa Smeralda partió de Turku el 6 de diciembre de 2019 hacia el Mediterráneo para las presentaciones de la industria de viajes en Barcelona el 18 de diciembre, en Marsella el 19 de diciembre y en Savona el 20 de diciembre. Debutó oficialmente el 21 de diciembre de 2019 desde Savona para su crucero inaugural, con escala en Marsella, Barcelona, Palma de Mallorca, Civitavecchia y La Spezia. Para su temporada inaugural, continuó navegando viajes semanales, con Cagliari programado más tarde para reemplazar a La Spezia para el verano de 2020 y Palermo luego reemplazando a Cagliari en el invierno de 2020-2021.

## Instalaciones a bordo
| Puente | Restauración | Entretenimiento y servicios                                                                                                  |
| ------ | --- | --- |
| 19     | | Sun Deck Private 19 |
| 18     | Bar settimo cielo Bar Orizzonte | Settimo cielo Passeggiata Volare Piazza di Spagna (del 18 al 16)                                                             |
| 17     | Aperol Spritz Bar Nutella Cafè Gelateria Amarillo La Vetta | Campo da Gioco Aqua Park Smeralda Piazza di Spagna (del 18 al 16)                                                            |
| 16     | The Salty Beach Street Food Bar Il Sole Bar La Cascata Ristorante Tutti a tavola | La Spiaggia Palestra Virtus Centro Benessere Samsara e Venus Beauty La sala giochi Luna Park Piazza di Spagna (del 18 al 16) |
| 8      | Ristorante Panorama Ristorante Bellavista Il Bacaro Ristorante Lab o “El Laboratorio del Gusto” Teppanyaki Pizzeria Pummid’oro Ferrari Spazio Bollicine Ristorante Buffet La Sagra dei sapori | Piazza Trastevere Colosseo (del 8 al 6) Lungomare Riviera                                                                    |
| 7      | Terrazza e Bar Superba Ristorante Il Rugantino Piano Bar Il cielo in una stanza Bar Laguna Campari Bar Bar Il Mattino                                                                         | CoDe Museum Casino Laguna Area Shop Area Foto. Hospitality Area Teatro Sanremo (del 7 al 6) Colosseo (del 8 al 6)            |
| 6      | Grand Bar Mastroianni Ristorante Arlecchino Ristorante Il Meneghino Jazz Club Quelli della notte                                                                                              | Photo Shop Teatro Sanremo (del 7 al 6) Colosseo (del 8 al 6)                                                                 |
| 5      | Ristorante La Colombina | |

### Restauración
Bar settimo cielo: “Salad Buffet” ubicado al lado de la piscina Settimo Cielo con una amplia selección de verduras crudas y cocinadas con un gran variedad de complementos diferentes para personalizar tu plato. Ubicado en el puente 18.
Bar Orizzonte: Bar que ofrece comida rápida y bebidas. Ubicado en el puente 18.
Aperol Spritz Bar: Lugar perfecto para los amantes del aperitivo en la cubierta de la piscina con vistas al mar: cócteles especiales, música con dj y cantantes y, por supuesto no podía faltar el original Aperol Spritz que le da su nombre. Ubicado en el puente 17.
Nutella Cafè: Bar que utiliza como base Nutella para preparar cremosos helados y dulces hechos de chocolate. Ubicado en el puente 17.
Gelateria Amarillo: Bar que utiliza aromas a base de Agrimontana para preparar cremosos helados italianos (postres helados) y dulces italianos hechos de chocolate Gobino y dulces Biasetto (pastelería). Ubicada en el puente 17 y el 8.
La Vetta: food court donde podrás saborear una selección de ‘bruschette’ (tostas) (el típico aperitivo italiano de pan tostado sobre el que se combinan diferentes ingredientes), de sabrosas pastas gratinadas y el plato fuerte una gran selección de diferentes tipos de lasañas de la Lasagneria. Ubicado en el puente 17.
The Salty Beach Street Food: En este restaurante podrás vivir un día típico de playa en Italia. En esta zona al borde de la piscina, podrás probar durante la comida y por la tarde especialidades italianas de street food a base de pescado, carne, verduras y platos frescos de fruta. Ubicado en el puente 16.
Bar Il Sole: Bar junto a la piscina que ofrece comida rápida y bebidas. Ubicado en el puente 16.
Bar La Cascata: Bar junto a la piscina que ofrece comida rápida y bebidas. Ubicado en el puente 16.
Ristorante Tutti a tavola: Restaurante familiar con entretenimiento en vivo y actividades divertidas. Ubicado en el puente 16.
Ristorante Panorama: Restaurante exclusivo para pasajeros de suite. Ubicado en el puente 8.
Ristorante Bellavista: Restaurante exclusivo para pasajeros de nivel Costa Club Perla Diamante. Ubicado en el puente 8.
Il Bacaro: Bacaro, un nuevo concepto de bar que recibe su nombre por las tabernas típicas de Venecia, ahí podrás tomar un aperitivo con vino o cócteles acompañado de apetitosos “cicheti”, los tentempiés típicos de la comida callejera veneciana. Ubicado en el puente 8.
Bar Maranello: Bar que ofrece comida rápida y bebidas. Ubicado en el puente 8.
Ristorante Lab o “El Laboratorio del Gusto”: Es un estudio culinario donde aprenderás a cocinar con los chefs del barco y disfrutar descubriendo el valor de la comida. Ubicado en el puente 8.
Teppanyaki: Restaurante decorado con estilo oriental. Aquí se pueden pedir especialidades de mariscos japonesas (sushi, sashimi, etc.). Las mesas del restaurante están dispuestas alrededor de una gran mesa de cocina donde los chefs preparan cada comida a la vez. Ubicado en el puente 8.
Pizzeria Pummid’oro: Restaurante cuyo menú tiene 14 pizzas (por porción), desde Margherita, Four Seasons, Calzone y Napoli, hasta la focaccia de queso gourmet de Liguria, además de excelentes cervezas de barril y vinos (por copa) y una selección de postres. La comida de la pizzería se prepara con ingredientes simples y naturales, que incluyen aceite de oliva virgen extra y Mozzarella (queso de leche de búfala) recién hecho. Ubicado en el puente 8.
Ferrari Spazio Bollicine: Perteneciente a la cadena de FERRARI SPAZIO BOLLICINE esta elegante y cuidada oferta gastronómica está creada por el chef ejecutivo con estrella Michelin de Ferrari Trento, Edoardo Fumagalli. Además, se puede degustar una selección de vinos italiano así como cócteles originales sin olvidar, por supuesto, las aguas minerales de Surgiva. Ubicado en el puente 8.
Ristorante Buffet La Sagra dei sapori: Restaurante/autoservicio de buffet internacional. Ubicado en el puente 8.
Terrazza e Bar Superba: Bar lounge al aire libre. Ubicada en el puente 7.
Ristorante Il Rugantino: Restaurante que abre para el desayuno, el almuerzo y la cena. Ubicada en el puente 7.
Piano Bar Il cielo in una stanza: Disfruta de un cóctel o tu bebida favorita mientras disfrutas de la mejor música en vivo. Ubicada en el puente 7.
Bar Laguna: Sirve principalmente a los pasajeros del casino. Ubicado en el puente 7.
Campari Bar: Elegante bar estilo americano donde se elaboran los cócteles más famosos y selectos del mundo. Ubicado en el puente 7.
Bar Il Mattino: Bar situado al lado de la zona de recepción. Ubicado en el puente 7.
Grand Bar Mastroianni: Bar amenizado a diario con música en directo, es un lugar donde la gente baila y se divierte mientras toma una copa antes o después de la cena. Ubicado en el puente 6.
Ristorante Arlecchino: Restaurantes de cortesía que abren para el desayuno, el almuerzo y la cena. Ubicado en el puente 6.
Ristorante Il Meneghino: Restaurantes de cortesía que abren para el desayuno, el almuerzo y la cena. Ubicado en el puente 6.
Jazz Club Quelli della notte: Piano Bar / Club de Jazz. Ubicado en el puente 6.
Ristorante La Colombina: Restaurantes de cortesía que abren para el desayuno, el almuerzo y la cena. Ubicado en el puente 5.

### Entretenimiento y servicios
Sun Deck Private 19: Área de solárium sólo para adultos con piscinas y jacuzzi. Ubicado en el puente 19
Settimo cielo: Piscina con un carril específico para nadar. Ubicado en el puente 18.
Passeggiata Volare: Pasarela con suelo de cristal a 65 metros sobre el nivel del mar que permite ver el paisaje. Ubicada en el puente 18.
Piazza di Spagna: Anfiteatro con pantalla gigante de tres pisos con balcón al aire libre y el suelo de vidrio en la cubierta superior que dará a los pasajeros la impresión de volar sobre el mar. Ubicada en los puentes del 18 al 16.
Campo da Gioco: Cancha Deportiva usada como área de juegos al aire libre para jugar baloncesto / voleibol. Ubicado en el puente 17.
Aqua Park Smeralda: Aqua Park con toboganes de agua. Ubicado en el puente 17.
La Spiaggia: La piscina principal y más grande del barco con una ubicación central y cubierta por un techo de vidrio retráctil. Ubicada en el puente 16.
Palestra Virtus: Gimnasio / Fitness Center equipado con los últimos equipos Technogym. Ubicado en el puente 16.
Centro Benessere Samsara e Venus Beauty:  Complejo de bienestar del barco que consta de Venus Beauty Salon, piscina de talasoterapia, sauna, sala de sal, sala de nieve, sala de relajación, baño turco / hammam, 16 salas de tratamientos para masajes (incluidos termales, de piedra, de cal y jengibre). Ubicado en el puente 16.
La sala giochi: sala de juegos interactiva solo para adolescentes. Ubicada en el puente 16.
Luna Park: Parque infantil al aire libre. Ubicado en el puente 16.
Piazza Trastevere: Cadena de tiendas y bares que parece un mercado. Las opciones de compras también incluyen Costa Boutique (mercancía de la marca Costa Cruises) y Shop II Mercatino. Ubicada en el puente 8.
Colosseo: Un Coliseo de tres pisos polivalente con forma de Galería italiana con cúpula de cristal con pantallas LED gigantes tanto en la cúpula como en las paredes que permiten personalizar y realizar toda clase de espectáculos en él. Además, está rodeado de bares donde poder degustar licores y cócteles mientras se disfruta del espectáculo. Ubicado en los puentes del 8 al 6
Lungomare Riviera: Pasarela de paseo. Ubicada en el puente 8.
CoDe Museum: (CoDe = Costa Design) muestra lo mejor de las empresas de diseño italianas en un tamaño de 400 m² (4300 ft2) y está comisariado por Matteo Vercelloni (diseñador y arquitecto italiano). Ubicado en el puente 7.
Casino Laguna: Salón de juegos con mesas y máquinas tragaperras. Cuenta con su propio bar. Ubicado en el puente 7.
Area Shop: Ubicado en el puente 7.
Area Foto: Galería de fotos y Tienda. Ubicado en el puente 7.
Hospitality Area: Zona de recepción y atención al cliente. Ubicado en el puente 7.
Teatro Sanremo: Principal salón de espectáculos del barco, servido por su propio bar. Aquí se ofrece cada noche una producción de espectáculos diferentes al estilo de Broadway con actuaciones profesionales de artistas nacionales e internacionales (cantantes, bailarines, acróbatas, magos, comediantes). Los espectáculos de talentos permiten a los pasajeros convertirse en una estrella actuando en el escenario. Ubicado en los puentes 7 y 6.
Photo Shop: Tienda de Fotografía. Ubicado en el puente 6.